# Бульон, Пьер
Пьер Бульон (правильное произношение: Буйон; фр. Pierre Bouillon; 23 июня 1773[…] или 1776, Тивье — 15 октября 1831, Париж) — французский художник.
Родился в 1773 году в Тивье (современный департамент Дордонь). Учился в Высшей школе изящных искусств в Париже в мастерской Николя Монсио. В дальнейшем многие годы преподавал рисование в парижском лицее Людовика Великого (престижной закрытой школе для мальчиков общего профиля), где его учениками, среди прочих были Теодор Жерико и Эжен Делакруа.
В 1797 году Пьер Бульон получил ежегодную Римскую премию за картину на заданную тему: «Смерть Катона Утического». Одновременно с ним картины на конкурс, среди прочих, представили художники Луи Буше и Пьер-Нарсис Герен. Жюри не смогло определиться с выбором и присудило премию всем троим.
Картины Пьера Бульона хранятся в коллекциях ряда музеев Франции: Руанского музея изящных искусств, музея Тессе в Ле-Мане и других.
Скончался в 1831 году в Париже.
Его сын, Огюст Бульон (фр., 1805–1864), вернулся на родину отца, в департамент Дордонь, где занял официальную должность главного архитектора этого департамента.

## Галерея

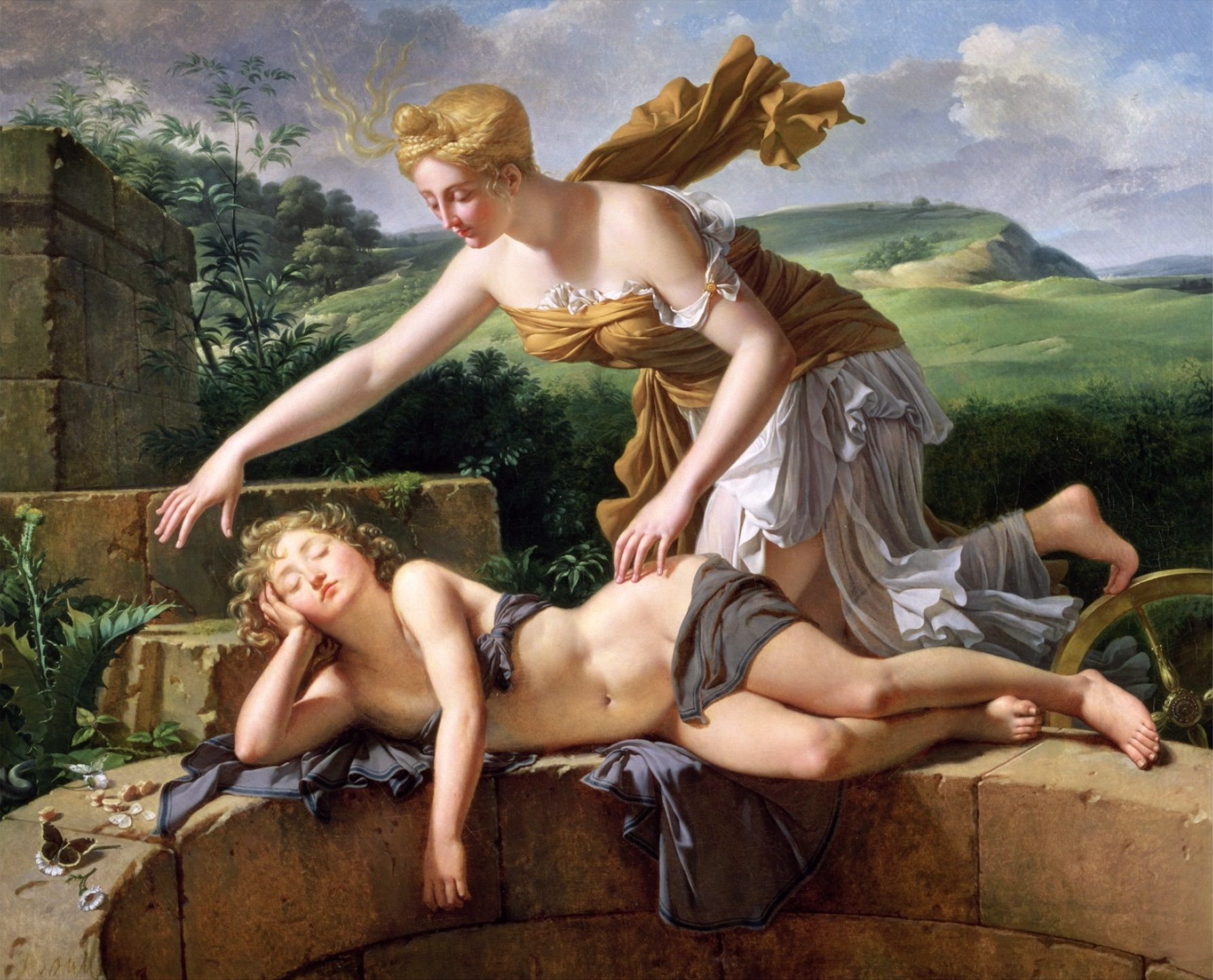
Подросток и Фортуна. Музей изящных искусств Руана.
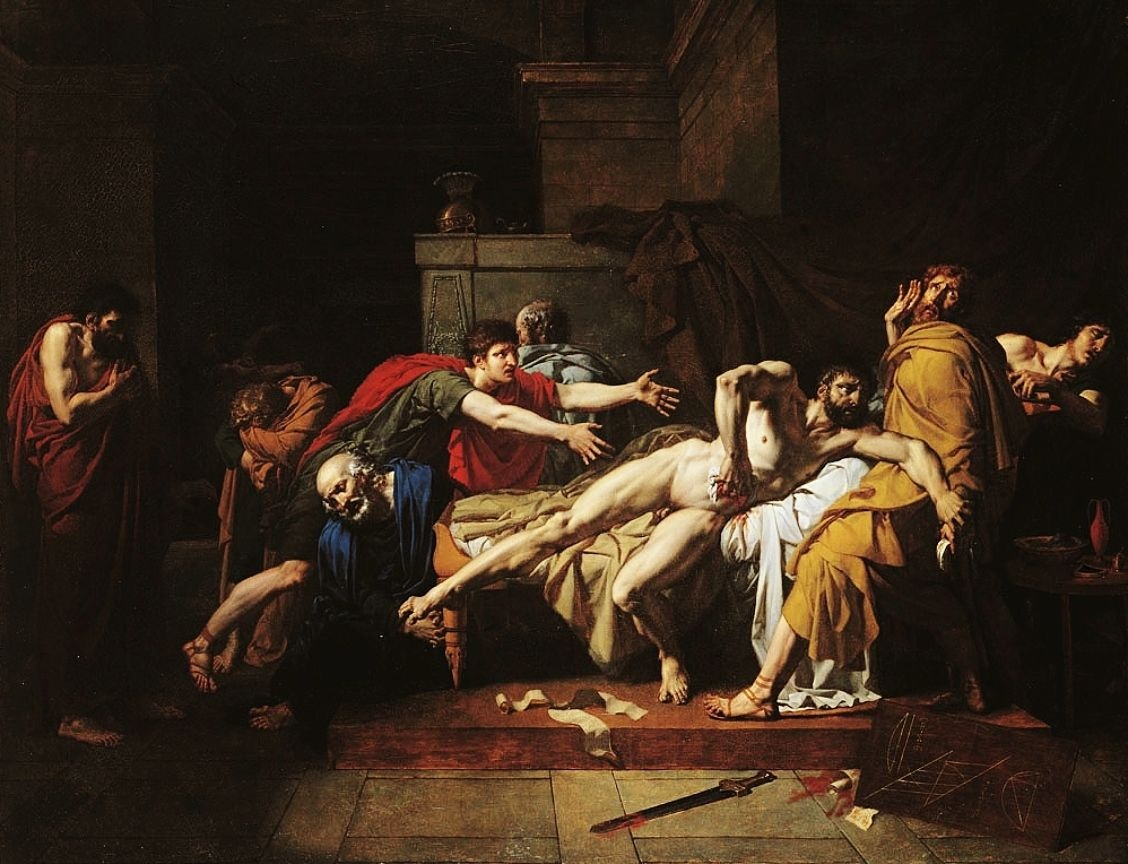
Смерть Катона Утического. Римская премия 1797 года. Музей Тессе, Ле-Ман.
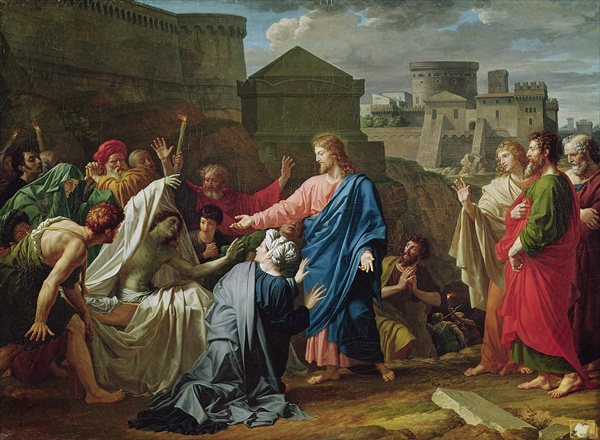
Воскрешение сына Наинской вдовы. Музей Тессе, Ле-Ман.
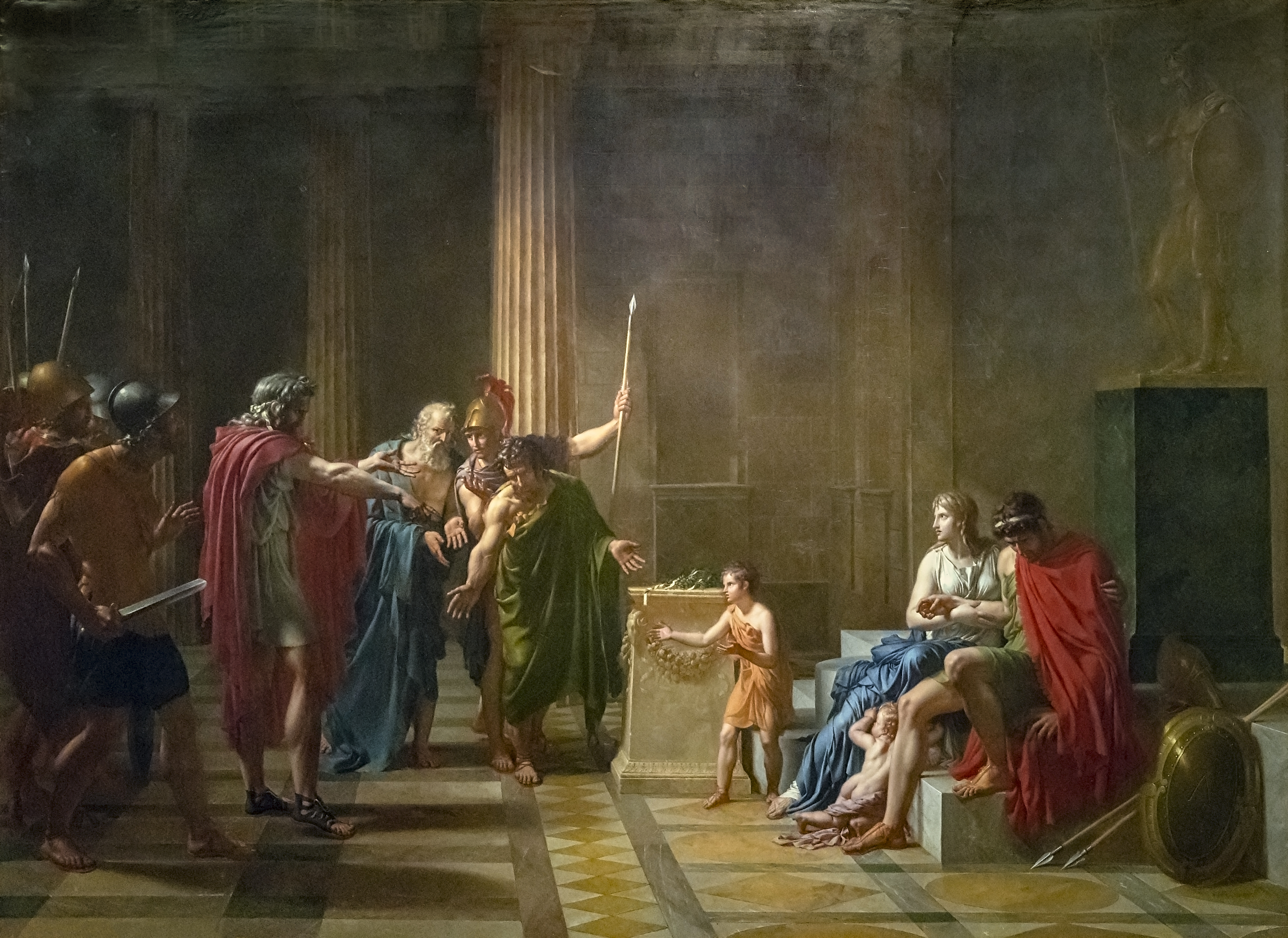
Царь Спарты Леонид II, его дочь Хилонида и зять Клеомброт II спорят о своих правах на престол. Музей изящных искусств Каркасона.
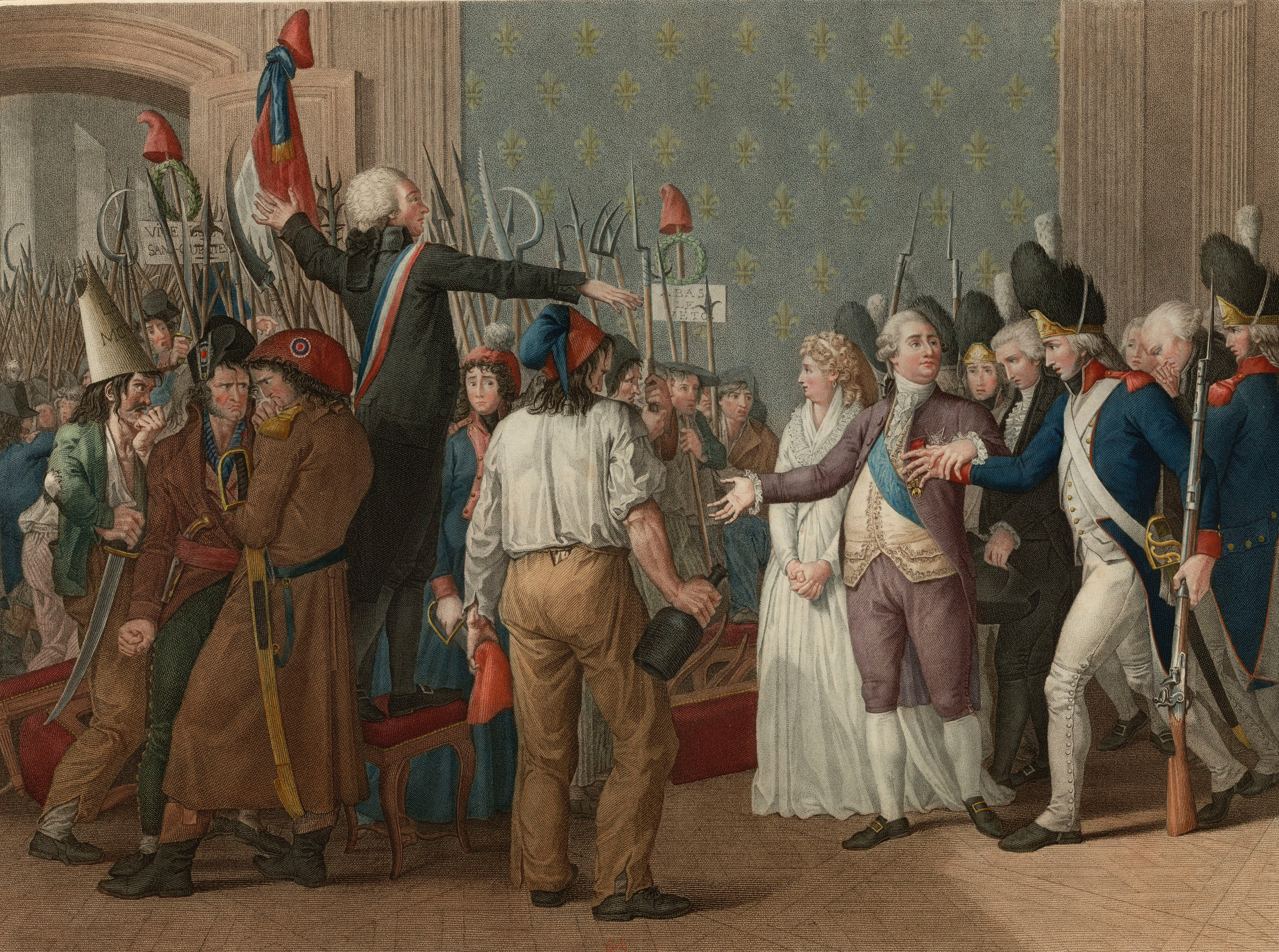
Демонстрация 20 июня 1792 года. Национальная библиотека Франции, Париж.
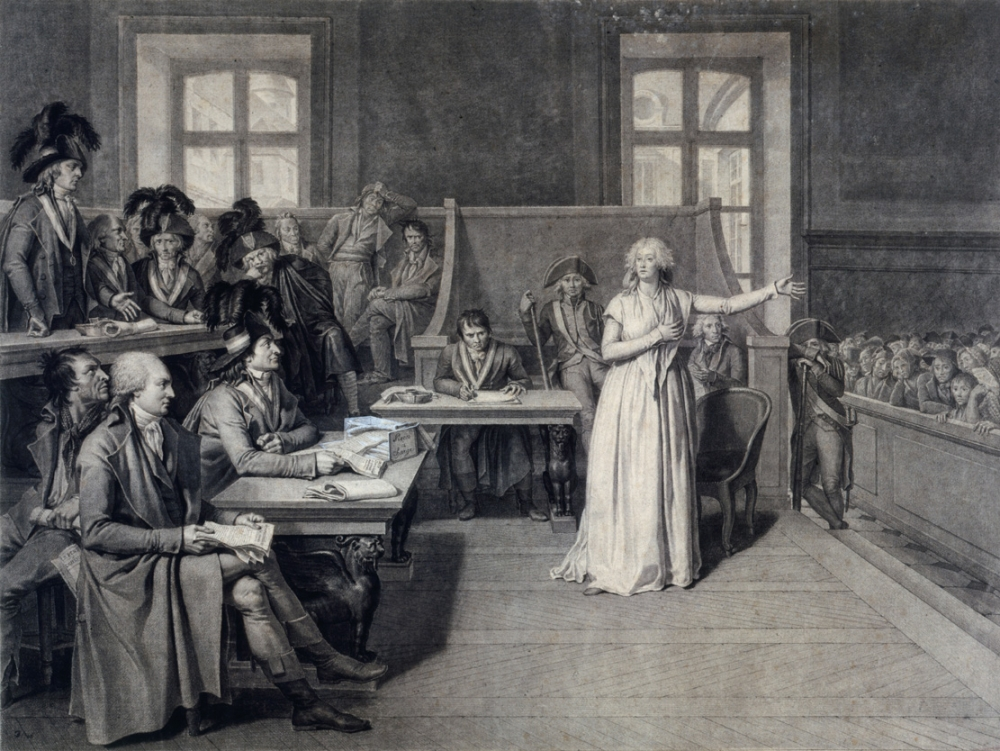
Суд над королевой Марией-Антуанеттой 15 октября 1793 года. Музей Карнавале, Париж.